# 輝長岩
辉长岩是一种基性深层侵入岩石，主要由含量基本相等的单斜辉石和斜长石组成，此外尚有角闪石、橄榄石、黑云母等成分。
辉长岩为灰黑色，结构为中粒至粗粒，伴生的矿物有铁、钛、铜、镍、磷等。
輝長岩之英文為Gabbro（國際音標拼音： /ˈɡæbrəʊ/）。